# José Luis Pérez de los Cobos y Esparza
José Luis Pérez de los Cobos y Esparza (València, 1947 - 14 d'agost de 2006) va ser un advocat penalista valencià, especialitzat en la defensa de periodistes i de la llibertat d'expressió, actuant com a defensa de professionals de la Unió de Periodistes del País Valencià, Levante-EMV, la redacció valenciana de El País i sobretot, Valencia Semanal, en els anys de la Transició. Era conegut amb el sobrenom de Jolís.
Membre de la burgesia valenciana, Jolís va actuar com a advocat defensor en tots els judicis contra la redacció de Valencia Semanal, sense cobrar per això, o rebent com agraïment xicotets obsequis, com un bolígraf. Destaca la defensa del col·lectiu de periodistes que signava com B. Pérez, que des de Valencia Semanal va escriure una sèrie d'articles denunciant les relacions entre organitzacions d'extrema dreta i anticatalanistes, com Força Nova i el GAV.
A més, va presidir la Unió de Consumidors de la Comunitat Valenciana, fou representant dels impositors al consell d'administració de Bancaixa i membre del Club Jaume I i la Societat d'Amics del País. Va aparèixer amb breus papers a les pel·lícules que adaptaven novel·les del seu amic Manuel Vicent. Als anys 60 va ser vocalista d'un grup de rock.